# 新潟市立真砂小学校
新潟市立真砂小学校（にいがたしりつ まさご しょうがっこう）は、新潟県新潟市西区真砂三丁目に所在する市立小学校。通称まさ小（まさしょう）。

## 概要
1972年に開校。 全校生徒数 382名（平成29年度）。

## 沿革
- 1972年 - 新潟市立小針小学校、新潟市立青山小学校から分離独立、新潟市立真砂小学校として開校[1]。

## 交通
- JR東日本 ■越後線 小針駅より徒歩20分
- 新潟交通 W1有明線 「真砂町」バス停より徒歩3分
- 坂井輪コミュニティバス 「真砂町」バス停より徒歩3分
- E8北陸自動車道 新潟西インターチェンジより車20分
- 国道8号（新潟バイパス） 黒埼インターチェンジより車20分